# Gare de Schouweiler
La gare de Schouweiler est une gare ferroviaire luxembourgeoise de la ligne 7, de Luxembourg à Pétange, située à Schouweiler sur le territoire de la commune de Dippach, dans le canton de Capellen.
Elle est mise en service en 1901 par la Société anonyme luxembourgeoise des chemins de fer et minières Prince-Henri. C'est une halte ferroviaire de la Société nationale des chemins de fer luxembourgeois (CFL), desservie par des trains Regionalbunn (RB) uniquement.

## Situation ferroviaire
Établie à 335 mètres d'altitude, la gare de Schouweiler est située au point kilométrique (PK) 6,630 de la ligne 7 de Luxembourg à Pétange, entre les gares de Dippach - Reckange et de Bascharage - Sanem.

## Histoire
La halte de Schouweiler est mise en service par la Société anonyme luxembourgeoise des chemins de fer et minières Prince-Henri, lors de l'ouverture à l'exploitation la ligne de Luxembourg à Pétange le 8 août 1900.
L'ancien bâtiment voyageurs est détruit en 1983.
La halte est totalement réaménagée lors de la mise à deux voies en 2009.

## Service des voyageurs

### Accueil
Halte CFL, c'est un point d'arrêt non géré (PANG). Elle dispose de quelques abris. Un souterrain équipé d'ascenseurs permet la traversée des voies et le passage d'un quai à l'autre. La halte  possède un automate pour l'achat de titres de transport.

### Dessertes
Schouweiler est desservie par des trains Regionalbunn (RB) qui exécutent les relations suivantes, :
- Luxembourg - Rodange - Longwy.

### Intermodalité
Un parc pour les vélos (7 places) et un parking pour les véhicules (12 places) y sont aménagés.